# Azusa Ono
Azusa Ono (小野梓, Ono Azusa), né le 10 mars 1852 et décédé le 11 janvier 1886, est un intellectuel, juriste et homme politique japonais de l’ère Meiji. Proche et conseiller d’Ōkuma Shigenobu, il participa aux débats sur les réformes et la rédaction d'une première constitution pour le Japon après la restauration Meiji de 1868 qui a vu la fin du régime des shoguns. Spécialiste du droit international, Azusa Ono prônait l’instauration d’un régime parlementaire fondé sur le respect des droits du peuple, inspiré par le modèle britannique. Il joua ensuite un rôle important dans la fondation du Parti progressiste constitutionnel (le Rikken Kaishintō) ainsi que la création de l'Université Waseda.

## Biographie
Azusa Ono naît à Sukumo, petit village de pêcheurs de Shikoku, dans une famille de marchands aisés devenue samouraï associé du domaine de Tosa. Il sert lors de la guerre de Boshin (guerre civile) de 1868-1869. Il part jeune faire ses études au Shōheikō de Tokyo, puis à Osaka où il apprend l’anglais. En 1871, il part aux États-Unis étudier le droit avant de se rendre à Londres de 1872 à 1874 pour apprendre l’économie et le système bancaire. Durant ce séjour, il en profite pour voyager en Europe et découvrir les différents systèmes politiques occidentaux.
De retour au Japon à Tokyo, il obtient un poste au ministère des Finances en 1876, puis est rapidement chargé de rédiger un nouveau code civil pour le ministère de la Justice. Sa connaissance du droit international lui vaut une rapide ascension dans la hiérarchie, si bien qu’il côtoie rapidement divers dirigeants de l’ère Meiji, dont Ōkuma Shigenobu, ministre des Finances. Les deux hommes ayant des similarités de vues, Azusa Ono est transféré en 1880 dans son ministère sous ses ordres, où il occupe une position importante.
Après le tournant politique de 1881 où l’empereur décide de la formation d’une assemblée nationale au Japon, Azusa Ono démissionne avec d’autres de l’administration en 1882 et participe à la fondation d’un parti politique, le Rikken Kaishintō (Parti progressiste constitutionnel), autour d’Ōkuma Shigenobu,. Il s’implique à tous les niveaux pour la création du parti et en devient d’ailleurs le secrétaire général. Pour Isao Ito, il n’est « pas exagéré de considérer Ono Asusa comme le « vrai » fondateur du parti », tant son rôle fut prépondérant.
Il assiste également Ōkuma Shigenobu dans l’ouverture d’un établissement d’enseignement à Tokyo en 1882, le Tokyo senmon gakkō (école spécialisée de Tokyo), assurant les démarches administratives et présidant de facto l’établissement à la place d’Ōkuma Shigenobu. L’école deviendra l’université Waseda. Il meurt en 1886 à l’âge de trente-trois ans d’une tuberculose chronique.

## Positions politiques et intellectuelles
Dans les années 1870 et 1880, de nombreux débats existaient au Japon sur la forme de gouvernement que le pays devait adopter après la chute du shogunat Tokugawa et la restauration Meiji. Fortement influencé par ses séjours à l’étranger, Azusa Ono participe aux discussions et publie de nombreux articles proposant un point de vue proche du modèle britannique. Cela se matérialise dès son retour au Japon par la fondation d’un groupe de jeunes intellectuels, nommé Kyōzon dōshū, qui organise des conférences, publie un journal d’opinion et ouvre une bibliothèque publique. Ce groupe prend modèle sur la Société des étudiants japonais qu’il avait créée à Londres lors de ses études avec un compatriote, Baba Tatsui. Dans un article de 1875, il se prononce sur l’importance du respect des droits naturels du peuple et de la liberté individuelle, et soutient fermement l’abolition de la torture en 1879.
Il contribue essentiellement aux réflexions sur l’organisation du gouvernement et l’écriture d’une constitution pour le Japon. Là encore, sa proximité avec le modèle britannique est tangible : dans son essai de constitution de 1881 rédigé avec Miyoshi Taizō et Iwasaki Taizō, il propose ainsi un parlement élu par le peuple, une chambre haute nommée par l’empereur, un cadre rigoureux pour l’administration de l’État et insiste également sur l’importance des droits de l’individu (en reprenant des idées de la Constitution américaine). Il affirme également l’importance d’un cabinet ministériel unifié et issu de partis politiques, en remplacement de l’administration territoriale dérivée des clans féodaux qui ont dirigé le Japon pendant de nombreux siècles. En ce sens, il s’oppose fortement aux défenseurs d’un gouvernement oligarchique lié aux grands clans et fustige à plusieurs reprises les pratiques féodales qu’il juge mauvaises pour les libertés du peuple. Grand défenseur des droits individuels et de la liberté, il reste donc très proche des modèles occidentaux ; toutefois, il souligne également les dangers d’une occidentalisation à marche forcée et favorise plutôt des réformes qui conservent l’esprit japonais, notamment le rôle central de l’empereur. C’est aussi une raison pour laquelle le modèle français, né d’une Révolution particulièrement radicale, n’avait pas la préférence d’Ōkuma Shigenobu et Ono.
Comme il l’a été dit, Azusa Ono devient vers 1880 un conseiller privilégié d’Ōkuma Shigenobu, et les deux hommes s’accordent sur de nombreux points,. Ōkuma Shigenobu, personnalité éminente du début de l’ère Meiji, reste connu entre autres pour son mémoire remis à l’empereur en 1881 qui prône d’instauration rapide d’une assemblée nationale, la rédaction d’une constitution et l’importance de partis politiques. Le rôle d’Azusa Ono fait débat dans la rédaction de cet important mémoire, qui reçoit un accueil favorable de la part de l’opinion et de l’empereur. S’il est impossible d’affirmer qu’il a participé à sa rédaction ou non, il s’y trouve quoi qu’il en soit nombre des idées discutées entre Ono et Ōkuma Shigenobu.